# 化粧品原料国際命名法
化粧品原料国際命名法（けしょうひんせいぶんこくさいめいめいほう、International Nomenclature of Cosmetic Ingredients）、省略形でINCIは、旧・米国化粧品工業会（現・米国パーソナルケア製品評議会）の委員会において定める化粧品の成分の国際的な命名規則である。簡潔な化学名を使用し、一般に認知されているものがあればそれを使用しといった基準が示されている。
日本化粧品工業連合会による成分の表示名称は、基本的にこの化粧品原料国際命名法による名称に基づき日本語に翻訳され、発音上のカタカナでの表記規則なども含まれる。

## 一部の表
| 一般名                 | INCI名                          |
| ---------------------- | ------------------------------- |
| 精製水など水           | Aqua                            |
| Sodium Coco Sulfate    | Sodium Coco-Sulfate             |
| パラベン               | Methylparaben                   |
| セタノール             | Cetyl Alcohol                   |
| ビタミンE              | Tocopherol                      |
| レッドローズウォーター | Rosa Damascena Flower Water     |
| オリーブ・オイル       | Olea Europaea (Olive) Fruit Oil |

- 一部の成分の一般名とINCI名は同じである。